# IOS 16
iOS 16 est la seizième version majeure du système d'exploitation mobile IOS développé par Apple, succédant à iOS 15. Il est annoncé le 6 juin 2022 lors de la Conférence des développeurs internationaux et est publié le 12 septembre 2022.

## Fonctionnalités

### Écran de verrouillage
iOS 16 permet d'avoir une galerie avec plusieurs écrans verrouillés. Il est ainsi possible de basculer entre différents écrans de verrouillage.
Chaque écran verrouillé est doté d’un arrière-plan et d’une vue stylisée de la date et de l’heure. Il est possible d'ajouter des widgets à l’écran verrouillé, comme par exemple la température, le niveau de la batterie de son Apple Watch ou encore les évènements à venir dans le calendrier.
Sur les iPhone 14 Pro, l'écran de verrouillage peut rester continuellement allumé en mode veille. Pour cela la fonctionnalité « Toujours activé » de l’écran doit être activée.

## Appareils supportés
Les modèles équipés de l'Apple A9 (iPhone 6s et iPhone SE 1) et de l'Apple A10 Fusion (iPhone 7) ont été abandonnés.
La liste des appareils pris en charge comprend:
- iPhone
  - iPhone 8 / 8 Plus
  - iPhone X
  - iPhone XR
  - iPhone XS / XS Max
  - iPhone 11 / 11 Pro / 11 Pro Max
  - iPhone SE (2ème génération)
  - iPhone 12 / 12 mini / 12 Pro / 12 Pro Max
  - iPhone 13 / 13 mini / 13 Pro / 13 Pro Max
  - iPhone SE (3ème génération)
  - iPhone 14 / 14 Plus / 14 Pro / 14 Pro Max